# 1987 au Maroc
Chronologie du Maroc
- 1983
- 1984
- 1985
- 1986
- 1987
- 1988
- 1989
- 1990
- 1991

Cet article présente les faits marquants de l'année 1987 au Maroc ou relatifs au Maroc.

## Événements
- 8 juillet : attaque de Tichla pendant la guerre du Sahara occidental. Le Polisario attaque avec succès le mur des sables.
- 20 juillet : demande d’adhésion du Maroc à la Communauté économique européenne, refusée le 1er octobre[1].

## Sports
- Le Championnat d'Afrique féminin de volley-ball 1987 s'est déroulé  du 16 au 21 juillet 1987 à Rabat, Maroc. Il a mis aux prises les six  meilleures équipes continentales.
- La 7e édition du Championnat d'Afrique des nations féminin de handball a eu lieu à Rabat (Maroc) du 3 au 12 juillet 1987. Le tournoi réunit les meilleures équipes et féminines de handball en Afrique.
- La 7e édition du championnat d'Afrique des nations masculin de handball a eu lieu à Rabat (Maroc) du 3 au 12 juillet 1987. Le tournoi réunit les meilleures équipes masculines de handball en Afrique.
- La Coupe du Maroc de football 1986-1987 est la trente-et-unième édition de la compétition.
- La Coupe du Maroc de football 1987-1988 est la trente-deuxième édition de la compétition.
- La Saison 1986-1987 du Wydad Athletic Club est la quarante-huitième de l'histoire du club. Cette saison débute alors que les rouges avaient terminé premier du championnat lors de la saison précédente. Le club est par ailleurs engagé en coupe du Trône et en coupe des clubs champions africains.